# 里弗賽德 (亞利桑那州)
河邊（英語：Riverside）是位於美國亞利桑那州皮納爾縣的一個非建制地區。該地的面積和人口皆未知。

## 地理
河邊的座標為33°06′19″N 110°57′28″W / 33.10528°N 110.95778°W，而該地的平均海拔高度為551米（即1808英尺）。